# Dan John
Dan John (* 2. Juli 1998 in Náchod, Tschechien) ist ein deutscher Volleyball- und Beachvolleyballspieler mit tschechischen Wurzeln.

## Karriere Halle
John spielte von 2005 bis 2016 Hallenvolleyball beim FC Schüttorf 09, davon die beiden letzten Jahre in der 2. Bundesliga Nord.

## Karriere Beach
John begann 2010 mit Beachvolleyball. Von 2012 bis 2015 war Nils Hinze sein Partner. Mit Simon Kulzer wurde er 2016 und 2017 Deutscher U20-Meister. 2017 und 2018 spielte John an der Seite von Julian Schupritt und Robin Sowa. Mit Eric Stadie wurde John im Juli 2018 in München Studentenweltmeister und startete 2019 auf der nationalen Techniker Beach Tour 2019. Bestes Ergebnis war hier ein zweiter Platz auf Fehmarn. Bei der deutschen Meisterschaft in Timmendorfer Strand erreichten John/Stadie Platz fünf.
Nach einer verletzungsbedingten Pause 2020 spielte John 2021 wieder mit Simon Kulzer.

## Privates
Dan John zog als Fünfjähriger mit seinen Eltern von Tschechien nach Deutschland. Sein jüngerer Bruder Filip spielt ebenfalls Volleyball und Beachvolleyball. Seit 2017 studiert John an der Eberhard Karls Universität Tübingen Kognitionswissenschaften.